# Amabutho
Amabutho è il primo album del gruppo musicale corale sudafricano Ladysmith Black Mambazo, pubblicato dall'etichetta discografica Motella/Gallo il 22 febbraio 1973.
I brani sono interamente composti da Joseph Shabalala, fondatore e direttore del gruppo.

## Tracce

### Lato A
1. Amabutho
2. Isigcino
3. Yadla Yabeletha
4. Awu, Wemadoda
5. Mlaba
6. Ushaka

### Lato B
1. Nomathemba
2. Nqonqotha Mfana
3. Utugela
4. Sivuya Sonke
5. Nkosi Yamakhosi
6. Ngelekelele